# Pieuse Menteuse
Pieuse Menteuse est un épisode de la série télévisée d'animation Les Simpson. Il s'agit du seizième épisode de la trente-troisième saison et du 722e de la série.

## Synopsis
Cletus découvre que sa femme Brandine cache un amour secret ... l’apprentissage.

## Réception
Lors de sa première diffusion, l'épisode a attiré 1,10 million de téléspectateurs.